# روبنسون فاريا
روبنسون فاريا (بالبرتغالية: Robinson Faria‏) هو محامي برازيلي، ولد في 12 أبريل 1959 في ناتال في البرازيل.